# Finlaystone House

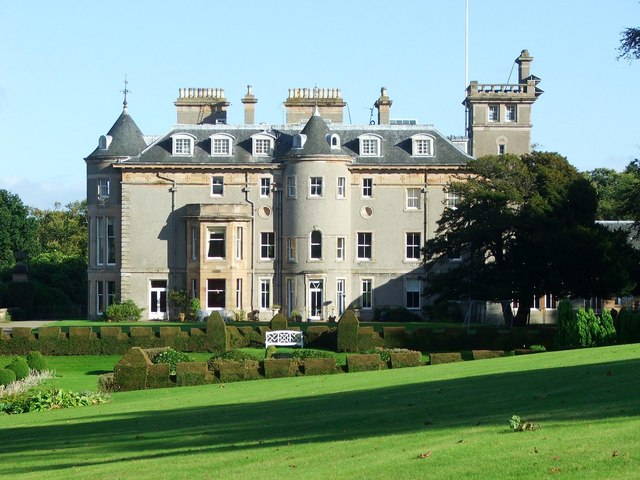
Finlaystone House

Finlaystone House ist ein Herrenhaus nahe der schottischen Stadt Kilmacolm in Inverclyde. 1971 wurde das Bauwerk in die schottischen Denkmallisten in der höchsten Kategorie A aufgenommen. Das Anwesen liegt isoliert an der östlichen Grenze von Inverclyde zu Renfrewshire zwischen den Gemeinden Port Glasgow und Langbank am Südufer des Firth of Clyde. Teile der Gartenanlagen gehören bereits zu Renfrewshire.

## Geschichte
Erstmals fanden die Ländereien von „Finlay’s Town“ im 12. Jahrhundert Erwähnung. Um 1400 gerieten sie durch Heirat in den Besitz des Clans Cunningham. In diesem Jahrhundert entstand mit Finlaystone Castle ein befestigtes Vorgängerbauwerk des heutigen Herrenhauses, das bis zu dem Aussterben der Linie im Jahre 1796 Sitz der Earls of Glencairn war. Im Jahre 1746 ließ William Cunningham, 13. Earl of Glencairn das heutige Herrenhaus errichten. Als Architekten verpflichtete er John Douglas. Es gilt als wahrscheinlich, dass hierbei weite Teile des alten Gebäudes eingerissen, jedoch auch einige Fragmente in das neue Haus übernommen wurden. Später verbracht der Dichter Robert Burns einige Zeit auf dem Anwesen. Während dieser Zeit ritzte er seinen Namen in einen Fensterrahmen, welcher bis heute erhalten ist.
Nachdem mit John Cunningham, 15. Earl of Glencairn die Linie im Jahre 1796 ausstarb ging das Anwesen an Robert Graham of Gartmore über, welcher die Linie der Cunninghame-Grahams begründete. Sein Sohn William Cunninghame Cunninghame Graham verlor ein Vermögen, nachdem er der Geldfälschung überführt wurde. Als Elfjähriger sah sich Robert Cunninghame Graham auf Grund der finanziellen Lage im Jahre 1863 zum Verkauf von Finlaystone House gezwungen. David Carrick-Buchanan erwarb das Anwesen, ließ es 1872 erweitern und verpachtete es ab 1873 an George J. Kidston, der es 14 Jahre später aufkaufte. Zwischen 1898 und 1902 wurde das Gebäude abermals erweitert. Für die Arbeiten wurde der bedeutende Architekt John James Burnet gewonnen. Durch Heirat gelangte Findlaystone in der ersten Hälfte des 20. Jahrhunderts in den Besitz des Clans Macmillan, dessen Clansitz es seitdem ist. Die weitläufigen Parkanlagen sind heute für die Öffentlichkeit zugänglich, während Teile des Hauses zu Feierlichkeiten angemietet werden können.
1987 wurden die Außenanlagen in das Inventory of Gardens and Designed Landscapes in Scotland aufgenommen.